# Zajtrk na travi (Manet)
Zajtrk na travi (francosko Le Déjeuner sur l'herbe) - prvotno imenovana Kopanje (Le Bain) - je velika slika olje na platnu Édouarda Maneta, ustvarjena leta 1862 in 1863. Na njej je upodobljen ženski akt in skromno oblečena ženska kopalka na pikniku z dvema popolnoma oblečenima moškima v podeželskem okolju. Leta 1863, ko jo je zavrnila Salonska žirija, je Manet izkoristil priložnost, da razstavi to in še dve sliki v Salon des Refusés  leta 1863, kjer je slika sprožila javno razvpitost in polemiko . Delo je zdaj v Musée d'Orsay v Parizu . Manjšo, starejšo različico si lahko ogledate v galeriji Courtauld v Londonu .

## Opis in okvir
Na sliki je gola dama, ki sproščeno malica z dvema popolnoma oblečenima moškima. Njeno telo je močno osvetljeno in gleda naravnost v gledalca. Oba moška, oblečena kot mlada dandija se zdi, da sta vpletena v pogovor in zanemarjata žensko. Pred njimi so ženske obleke, košara sadja in okrogla štruca kruha, kot tihožitje. V ozadju se rahlo oblečena ženska kopa v potoku. Prevelika v primerjavi s figurami v ospredju se zdi, da lebdi nad njimi. Grobo poslikano ozadje nima globine in daje gledalcu vtis, da prizor ne poteka na prostem, ampak v studiu. Ta vtis je okrepljen z uporabo široke »studijske« svetlobe, ki ne oddaja skoraj nič sence. Človek na desni nosi ploščat klobuk z resico, ki se običajno nosi v zaprtih prostorih.
Kljub vsakdanji temi je Manet namerno izbral veliko velikost platna, velikosti 208 x 264,5 cm, običajno rezervirano za zgodovinske, verske in mitološke teme . Slog slikanja prekinja z akademsko tradicijo tistega časa. Ni poskušal skriti potez čopiča; slika je v nekaterih delih prizora videti še nedokončana. Akt se tudi močno razlikuje od gladkih, brezhibnih figur Cabanela ali Ingresa.
Gola ženska, ki je sproščeno malicala s popolnoma oblečenimi moškimi, je bila žalitev dojemanja občinstva, čeprav je Émile Zola, Manetov sodobnik trdil, da to ni nič nenavadnega na slikah v Louvru. Zola je tudi menil, da je taka reakcija prišla zaradi gledanja umetnosti drugače kot "analitični" slikarji, kot je Manet, ki uporabljajo predmet slike kot izgovor za slikanje.
Še vedno ni veliko znanega o tej sliki, na primer, ko jo je Manet dejansko začel slikati, kako je dobil idejo in kako in kakšne priprave je opravil. Čeprav je Manet trdil, da je bilo to delo leta 1871 vredno 25.000 frankov, je dejansko ostalo v njegovi lasti do leta 1878, ko ga je Jean-Baptiste Faure, operni pevec in zbiratelj, kupil za samo 2.600 frankov. 

## Figure na sliki
Figure te slike so dokaz, da je bil Manet globoko povezan z Zajtrkom na travi. Nekateri predpostavljajo, da je krajina slike namenjena l'Ile Saint-Ouen, ki je bila samo skok do Sene iz njegove družinske hiše v Gennevilliersu. Manet je pogosto uporabljal realne modele in ljudi, ki jih je poznal kot referenco v svojem procesu ustvarjanja . Ženski akt naj bi bila Victorine Meurent, ženska, ki je postala njegov najljubši in pogosto upodobljeni model, ki je bila kasneje predmet Olympije. Moška figura na desni je temeljila na kombinaciji dveh bratov, Eugèna in Gustava Maneta. Drugi človek naj bi bil  njegov svak, nizozemski kipar Ferdinand Leenhoffu. Nancy Locke je to sceno označila kot družinski portret Maneta.

## Razmerja med figurami
Kar mnogi kritiki menijo, da je za to sliko šokantno, je interakcija ali pomanjkanje te med tremi glavnimi subjekti v ospredju in žensko, ki se kopa v ozadju. Obstajajo številne kontrastne lastnosti slike, ta nasprotje in odmik ženskega akta od drugih dveh moških subjektov. Na primer, ženska proti moškemu, gola v primerjavi z oblečenim in bela paleta barve v primerjavi s temno barvno paleto ustvarja jasno socialno razliko med moškimi in žensko. Poleg tega so nekateri gledalci zainteresirani za vprašanja, ki jih postavlja pogled na golo žensko. Neodločljivo je ali gledalca gleda, sprejema gledalca, gleda mimo gledalca ali celo nagovarja gledalca. To srečanje identificira pogled kot figuro slike same, kot tudi figuro predmet ženskega pogleda.

## Navdih
Kot pri poznejši Olympiji (1863) in drugih delih, Manetova kompozicija razkriva njegov študij starih mojstrov, saj je razporeditev glavnih likov izpeljana iz gravure Marcantonio Raimondija Parisova sodba (ok. 1515) po risbi Rafaela . Rafael je bil umetnik, ki so ga spoštovali konzervativni člani Académie des Beaux-Arts, njegove slike pa so bile del učnega programa na École des Beaux-Arts, kjer so bile stalno na ogled kopije dvainpetdeset njegovih najbolj slavnih fresk. Le Bain (zgodnji naslov za Zajtrk v travi) je bil zato v mnogih pogledih kljubovalna slika. Manet je preoblikoval Rafaela tako, da je mitološko prizorišče iz ene najbolj slavnih gravur renesanse pretvoril v namizje nekoliko vulgarnih pariških turistov.
- Parisova sodba gravura (ca. 1515), Marcantonio Raimondi po Rafaelu
- Concert Champêtre (ca. 1510), Giorgione ali Tizian, Louvre, Pariz, navedena kot navdih za Manetovo sliko
- Giorgione, Nevihta (c. 1508), Gallerie dell'Accademia, Benetke, Italija
- Antoine Watteau, La Partie Carrée, (c. 1713)

Znanstveniki navajajo tudi dve deli kot pomemben precedens za Manetovo sliko Zajtrk v travi: Concert Champêtre Giorgioneja ali morda Tiziana (v Louvru) in Giorgionejevo Nevihta, obe sta znani renesančni deli. Nevihta, ki ima tudi popolnoma oblečenega moškega in golo žensko v podeželskem okolju, je pomemben precedens za Manetovo sliko . Concert Champêtre je še bolj podoben Zajtrku na travi, saj ima dva oblečena moška, ki sedita v podeželskem okolju, z dvema slečenima ženskama. Je v zbirki v Louvru in zato ga je verjetno Manet preučil.
Po Proustu sta on in Manet ležala ob Seni, ko sta opazila žensko, ki se je kopala v reki. To je spodbudilo Maneta, da je rekel: »Kopiram Giorgionejeve ženske, ženske z glasbeniki. To je črna ta slika. Podlaga je prišla skozi. Želim jo popraviti in narediti s transparentno atmosfero, z ljudmi, kot so tisti, ki jih vidiva tam«.
Morda obstaja povezava med Zajtrkom v travi in delom Jeana-Antoinea Watteauja. Manetov prvotni naslov Le Bain je sprva osredotočil pozornost na žensko blizu vode. Ta kopalna figura je zelo podobna figuri v Watteaujevi Le Villageoise, saj se obe ženski skrivata ali nagibata nad vodo in hkrati držita krila. Mogoče je, da je Manet prilagodil ta prizor, kar je bolj jasno razvidno iz skice iz let pred nastankom Zajtrka v travi.

## Kritike in spornost
Slika je bila deležna veliko mešanih mnenj in odgovorov, ko je bila prvič prikazana [12] in še vedno daje različne odgovore. Prvotni odziv je zaznamovala njena odklonitev s Pariškega salona in kasnejša predstavitev v Salon des Refusés. Čeprav je veliko kritik izhajalo iz zmede glede dela, niso bile vedno popolnoma negativne. 
- Odilonu Redonu, na primer, ni bila všeč. O tem se razpravlja iz tega zornega kota v Proustovem Spomin na preteklost.
- Le Capitaine Pompilius, sodelavec za Le Petit Journal, je menil, da so deli značilno "moške" barve  prinesli podeželje v salon, vendar misli, da je slika premalo razvita.
- Castagnary, specialist za realistična dela, jo je označil kot lepo skico, vendar je dejal, da ni iskrena in je izgubila definicijo anatomije subjektov. Manetovo slikarsko tehniko je opisal tudi kot »ohlapno«.
- Arthur Stevens, sodelavec za Le Figaro, je pohvalil Maneta kot nadarjenega kolorista, vendar je menil, da je zanemarjal obliko in modeliranje v tem delu.
- Thoré, Paul in Louvet sta ljubila energijo barv, vendar sta ugotovila, da so poteze neenakomerne.

Ena razlaga dela je bila, da prikazuje osupljivo prostitucijo, ki je bila takrat prisotna v Bois de Boulogne, velikem parku na zahodnem obrobju Pariza. Ta prostitucija je bila splošno znana v Parizu, vendar je veljala za tabu, ki ni primeren za sliko . Dejansko je Bois de Boulogne do današnjega dne znan kot prostor za prostitutke in nezakonito spolno dejavnost ponoči, prav tako kot v 19. stoletju.

### Kritike vsebine
- Louis Étienne je sliko označil kot sestavljanko, medtem ko je golo žensko opisal kot »nekakšno Brédo, ki je bolj gola kot je mogoče, ki se pogumno giblje med dvema nabreklima, oblečenima do zob. Ti dve osebi izgledata kot srednješolca na počitnicah in se zavedata, da dokazujeta svojo moškost«. [14]
- Arthur Stevens ni mogel razumeti, kaj je slika povedala.
- Didier de Montchaux je ugotovil, da je tema precej šibka.
- Thoré je akt opisal kot grdo in premišljeno zadevo, medtem ko je moškega na desni opisal kot tistega, ki sploh ne razmišlja o tem, da bi na prostem snel grozno oblazinjen klobuk… To je kontrast med tako antipatetično živaljo in značajem pastoralnega prizora in ta neoblečena kopalka, to je šokantno«.
- Philip Hamerton, angleški slikar in sodelavec na Fine Arts Quarterly, je bil naklonjen značilnim fotografskim podrobnostim predrafaelitskih slik. Čeprav je priznal navdih Giorgiona, je ugotovil, da je v tej situaciji Manetov sodoben realizem žaljiv. Njegovo neodobravanje Maneta in podobnih umetnikov je bilo povezano z idejo nespodobnosti za "vulgarnimi moškimi", ki so slikali gole ženske.

### Splošna reakcija
Čeprav je posebnost kombinacije ženskega akta s tremi oblečenimi osebnostmi sprožila mešane odzive, je pomanjkanje medsebojnega vplivanja figur poleg pomanjkanja angažiranosti golih žensk povzročilo smeh namesto zamere. Smeh kot odziv zavira spolno napetost in na koncu gledalcu naredi prizor precej bolj neugoden.

## Navdih za druga dela
- L'Oeuvre, roman Émila Zolaja o slikarju, delo njegovega glavnega lika, Claudea Lantierja, razstavljenega v izmišljenem Salonu des refusés, spominja na Manetovo sliko.
- Različica Clauda Moneta Zajtrk v travi iz leta 1865–1866 je bila navdihnjena z Manetovo mojstrovino.
- Francoski slikar James Tissot je naslikal La Partie Carrée leta 1870; verjetno je to različica brez golote.
- Paul Cézanne je isto temo naslikal v svoji sliki Zajtrk na travi (1876–1877), Musée de l'Orangerie, Pariz. Vendar ni gotovo, da je bil Cézanne odgovoren za naslov dela, vendar vključuje veliko istih elementov teme. Na primer, Cézannova oblečena ženska je podobna Manetovemu modelu, v katerem ji brada počiva v roki. Moški lik, ki naj bi bil podoben samemu slikarju, posnema gesto roke človeka, ki je najbolj oddaljen od Maneta. [15] Sestava Cézanneove slike je podobna tudi sliki Bacchanal (med 1627 in 1628) Nicolasa Poussina, katerega dela v Louvru občasno kopira Cézanne. Možno je, da Cézannov Zajtrk ne predstavlja nič drugega kot radostne spomine na izlete na podeželje okoli Aix-en-Provence, ki je znano predvsem iz pričevanja prijatelja iz otroštva slikarja Émila Zole. [16]
- Manetova slika je navdihnila Picassa, ko je dokončal največjo koncentracijo umetnosti, ki jo je sprožilo eno delo v 20. stoletju, sestavljeno iz 27 slik, 140 risb, 3 linogravur in kartonskih market za skulpturo, izvedeno med letoma 1949 in 1962 [17]. Picasso je sprejel tudi nekaj tehnik Maneta, ki vključujejo izkoriščanje aktov v ospredju, kar je razvidno iz njegovega dela Les Demoiselles d'Avignon (Gospodične iz Avignona), 1907.
- Paula Gauguina je morda navdihnilo to delo pri ustvarjanju svojega dela iz leta 1896 Od kod prihaja? Kdo smo mi? Kam gremo?, saj je podobnost Manetove upodobitve golih žensk in Gauguinovih Tahitijk.
- Max Ernst je leta 1944 naslikal parodijsko različico tega dela, imenovanega Le Déjeuner sur l'Herbre. Sliko obrne, zamenja golo žensko z ribo in doda »r« naslovu za komični učinek.
- Slika je navdihnila film istega imena iz leta 1959, ki ga je napisal Jean Renoir.
- Kopirana je bila na naslovnici fotografije Bow Wow Wow LP See Jungle! See Jungle! Go Join Your Gang Yeah, City All Over! Go Ape Crazy!  in EP The Last of the Mohicans. Polemika je nastala, ker je bila gola punca (pevka Annabella Lwin) takrat star le 14 let.
- Alain Jacquet je leta 1964 kopiral Manetovo kompozicijo v svoji Déjeuner sur l'herbe: seriji 95 serigrafij, ki so predstavljale likovnega kritika Pierra Restanyja in slikarja Maria Schifana, od katerih je eden ostal v avli hotela Chelsea v New Yorku za plačilo njegove sobe

- Paul Cézanne, Le Déjeuner sur l'herbe, 1876-1877, Musée de l'Orangerie
- Paul Gauguin, Where Do We Come From? What Are We? Where Are We Going?, 1897, (detajl).